# Gelophaula
Gelophaula es un género de polillas de la familia Tortricidae.

## Especies
- Gelophaula aenea (Butler, 1877)
- Gelophaula aridella Clarke, 1934
- Gelophaula lychnophanes (Meyrick, 1916)
- Gelophaula palliata (Philpott, 1914)
- Gelophaula praecipitalis Meyrick, 1934
- Gelophaula siraea (Meyrick, 1885)
- Gelophaula tributaria (Philpott, 1913)
- Gelophaula trisulca (Meyrick, 1916)
- Gelophaula vana Philpott, 1928